# Sean Covey
Sean Covey (17 de septiembre de 1964 en Belfast, Irlanda del Norte); es un famoso escritor de libros de autoayuda, de los cuales algunas fueron best seller, como por ejemplo: Los 7 Hábitos de los Adolescentes Altamente Efectivos.

## Biografía
Nacido en 1964, el autor americano Sean Covey es un reputado conferenciante en el ámbito de la superación personal y el liderazgo empresarial. Estudió Filología ingresa en la Universidad de Brigham Young y después un máster en Administración de empresas en la Escuela de Negocios de Harvard.
Jugó al fútbol americano en la universidad y fue quarterback titular durante dos temporadas, sin embargo una lesión de rodilla le apartó del campo. Su trayectoria profesional cambió radicalmente y se convirtió en el vicepresidente de la empresa FranklinCovey, dedicada a la asesoría personal, así como en escritor de libros de autoayuda y relatos infantiles.

## Libros escritos
Después del colegio escribió el libro "Los 7 Hábitos de los Adolescentes Altamente Efectivos", que se ha hecho un superventas internacional, ha vendido más de cuatro millones de copias y habiendo sido traducido en más de 20 lenguas, también que fue escogido como uno de los cuatro libros para la prueba de conocimiento de competición(competencia) de interescolástico de NIEBLA. Esto es un libro basado en los principios de "Los Siete Hábitos de las Personas Altamente Efectivas", pero dirigido hacia la vida de un adolescente. Un libro más reciente que él ha escrito es "Las 6 Decisiones más importantes de tu vida". El libro se dirige a los adolescentes de opciones grandes sobre que harán en sus años adolescentes. El último libro de Sean, "Los 7 Hábitos de Niños Felices, " es un libro ilustrado dirigieron a pequeños niños.

### Los 7 Hábitos de los Adolescentes Altamente Efectivos
Un superventas nacional, Sean Covey aplica los principios eternos de los 7 Hábitos de Personas Sumamente Eficaces a la adolescencia y las publicaciones(cuestiones) resistentes y decisiones que cambian vida que ellos afrontan. Siendo un adolescente es tanto maravilloso como el desafío. Este libro de éxito último adolescente provee una guía paso a paso a ayuda a la adolescencia a mejorar su autoimagen, construir amistades, oponerse(resistirse) a la presión de par, alcanzar objetivos, ponerse con padres, y más.
Este libro está lleno de historias increíbles por y sobre la adolescencia de hoy. Las historietas, e ideas hacen la diversión de libro, contratando y relevante de la cubierta para cubrir.
Los 7 Hábitos están divididos en tres secciones: la victoria privada, la victoria pública y renovación.
 La victoria privada 
- Ser proactivo
- Comenzar con el fin de la mente
- Pon primero lo primero

 La victoria pública 
- Pensar ganar-ganar
- Busca primero entender, luego ser entendido
- Sinergizar

 Renovación 
- Afilar la sierra

### Las 6 Decisiones más importantes de tu vida
Usando verdaderas historias de la adolescencia en el mundo entero, el autor cubre la cara de adolescencia de desafíos en una base diaria. Con la ayuda de adolescencia de todo el mundo, Sean proporciona el consejo sobre como hacer decisiones sabias e informadas. El libro enfoca en seis decisiones claves que pueden ser éxito o la ruina de algo el futuro de un adolescente. 
Los seis asuntos de decisión claves:
- La escuela

- Los amigos
- Los padres
- El noviazgo y el sexo
- Las adicciones
- La autoestima

### Los 7 hábitos de los niños felices
Uniéndose al Oso Goob, Sammy Squirrel, el Conejo Jumper y más los niños aprenden lecciones de vida usando los 7 Hábitos. Así se enseña a niños el poder de la vida por principios, y ellos lo conseguirán divirtiéndose en un libro maravillosamente ilustrado.
Los 7 Hábitos de Niños Felices presentan a lectores jóvenes a las familias populares " 7 Hábitos " por un molde irresistible de caracteres e historias divertidas. Este libro amistoso de niño tiene una historia ilustrada para introducir cada uno de los 7 Hábitos. Completo con un consejo a los padres, así como puntos de discusión y después pasa al final de cada historia, los lectores seguirán el mismo grupo adorable de los caracteres que viven en 7 robles en todas partes de las siete historias. 
Los 7 hábitos son los mismos que los del libro "Los 7 Hábitos de los Adolescentes Altamente Efectivos", aunque éstos están dirigidos a la vida infantil.